# キーラン・リチャードソン
キーラン・エドワード・リチャードソン（Kieran Edward Richardson, 1984年10月21日 - ）は、イングランド・グリニッジ出身の元サッカー選手。ポジションはDF、MF。

## 経歴

### 少年期
通っていた小学校でサッカーを始め、頭角を現し、のちに学校のサッカークラブのキャプテンになる。この頃、アーセナルFCから入団のオファーを受ける。
その後、ウェストハム・ユナイテッドFCの下部組織に入団。しかし、ウェストハムとはプロ契約をせず、2001年にマンチェスター・ユナイテッドFCに入団する。

### マンチェスター・ユナイテッド
マンチェスター・ユナイテッドでの最初のシーズンで、リザーブチームのレギュラーとして位置を確立。ファーストチームでも背番号42を与えられたが、デビューすることはできなかった。
その後、2002年10月23日に、UEFAチャンピオンズリーグのオリンピアコスFC戦で途中出場し、プロデビュー。プロ初ゴールは、2002年11月5日に行われたリーグカップのレスター・シティFC戦。しかし、まだこの時、プレミアリーグには出場していなかった。2002-03シーズンでは、ファーストチームの試合で9試合に出場。また、2003年のFAユースカップにおいて、ユースチームの優勝に大きく貢献した。
2003-04シーズンは背番号23を与えられ、前シーズンの活躍から出場機会が増えるかと思われたが、リーグカップ、FAカップのみの3試合の出場にとどまった。
2004-05シーズンでは、より出場機会を得てシーズン前半だけで9試合に出場、1ゴールを上げる。しかし、1月の移籍期間中に監督のアレックス・ファーガソンがファーストチームでの出場経験を積ませるため、レンタルされることになった。

### ウェスト・ブロムウィッチ・アルビオン（レンタル）
移籍先に複数の候補が上がったが、最終的に、2005年1月29日にウェスト・ブロムウィッチ・アルビオンFCにレンタル移籍。当時、残留争いをしていたチームにおいて大きな存在感を示す。移籍後は即座にレギュラーを獲得し、主にセンターハーフとしてプレー。12試合に出場し3ゴールを挙げ、ウェスト・ブロムのプレミアリーグ残留に貢献した。

### 再びマンチェスター・ユナイテッドに
2005-06シーズン初め、ウェスト・ブロムでの活躍によりレンタル期間の延長を申し込まれたが、オファーを断りマンチェスター・ユナイテッドでプレーすることを選択。シーズン当初は負傷していたガブリエル・エインセに代わり左サイドバックとして先発出場を重ねるが、しばらくしてミッドフィールダーに戻る。同ポジションでリチャードソンは好パフォーマンスを見せ、周囲の評価を上げていった。10月にはユナイテッドと新たに4年契約にサインし、21回目の誕生日を自ら祝福。同シーズンは36試合で6ゴールを記録。しかし、起用順位では同じポジションを争うクリスティアーノ・ロナウド、ライアン・ギグス、朴智星より下であった。
2006-07シーズン、主にリーグカップとFAカップで出場機会を得る。しかし、低調なパフォーマンスからファーガソン監督の評価は下がってしまう。FAカップ準決勝のワトフォードFC戦では1ゴールを挙げ、新ウェンブリー・スタジアムで行われる決勝進出に貢献した。

### サンダーランド
2007年7月、フットボールリーグ・チャンピオンシップで優勝し、プレミアリーグ昇格を決めていたサンダーランドへの移籍話が浮上。7月16日、スカイスポーツニュースは、16日の午後、リチャードソンがサンダーランドと契約するため、スタジアム・オブ・ライトでメディカルチェックを受けると報道。報道の通り、16日の午後に、サンダーランドからマンチェスター・ユナイテッドに移籍金が支払われ、移籍の手続きが完了。リチャードソンはブラックキャッツ（サンダーランドの愛称）との4年契約にサインし、元ユナイテッドのキャプテン、ロイ・キーンの下でプレーすることになった。

### フラム
2012年8月31日、フラムFCへ移籍。

### アストン・ヴィラ
フラムのチャンピオンシップへの降格に伴い、2014年7月11日にアストン・ヴィラへ2年契約で加入した。移籍金は非公開。同クラブでアシスタントコーチを務めるロイ・キーンと再会することとなった。

### カーディフ
2015-16シーズン限りでヴィラ・パークを去ると、カーディフ・シティFCのトレーニングに参加。2016年10月12日に同クラブと1月までの短期契約を交わした。しかしレギュラーの座を掴み取ることはできず、同年12月29日にマルアーヌ・シャマフと共にクラブを退団した。

## 代表
ウェスト・ブロムに所属中、2005年2月8日に行われたU-21オランダ代表との親善試合で、U-21イングランド代表として初キャップを記録。ウェスト・ブロムで充実したシーズンを過ごした後、2004-05シーズンの終わり、イングランド代表のアメリカ遠征に招集される。アメリカとの親善試合において、直接決めたフリーキックを含み、2得点と活躍。当時のイングランド代表監督だったエリクソンから、「ファンタスティックだった」と賞賛された。その後のコロンビアとの試合でも途中出場した。
A代表でのキャップを記録した後、ホーム・アンド・アウェー方式で行われる、U-21フランス代表とのUEFA U-21欧州選手権予選のプレーオフのため、再びU-21イングランド代表に選出される。リチャードソンは2試合ともに出場するが、アウェーで行われた第2戦の85分、チェルシーFCのラッサナ・ディアラをペナルティーエリア内で倒してしまい、PKを献上。これが決勝点となり、U-21イングランド代表は、2試合合計3-2（第1戦:イングランド 1-1 フランス、第2戦:フランス 2-1 イングランド）で敗北し、本戦出場を逃してしまった。
その後、2006 FIFAワールドカップ・ヨーロッパ予選の、カーディフで行われたウェールズ戦、オールド・トラッフォードで行われたオーストリア戦に、ともに途中出場。しかし、2006 FIFAワールドカップのメンバーには選出されなかった。
2006-07シーズン、新たにイングランド代表監督に就任したスティーヴ・マクラーレンによって代表に選出され、何回か途中交代で出場している。また、2007 UEFA U-21欧州選手権まではU-21代表でプレーすることができたため、U-21イングランド代表に選出されている。しかし、A代表のデビュー戦以来、ゴールを記録していない。

## 所属クラブ
- マンチェスター・ユナイテッドFC 2002-2007

→  ウェスト・ブロムウィッチ・アルビオンFC 2005 (loan)
- サンダーランドAFC 2007-2012
- フラムFC 2012-2014
- アストン・ヴィラFC 2014-2016
- カーディフ・シティFC 2016

## 獲得タイトル
マンチェスター・ユナイテッド
- プレミアリーグ : 2006-07
- カーリング・カップ : 2005-06
- FAコミュニティ・シールド : 2003
- FAユースカップ : 2002-03